# Comité de la sécurité maritime
 (novembre 2023).
Si vous disposez d'ouvrages ou d'articles de référence ou si vous connaissez des sites web de qualité traitant du thème abordé ici, merci de compléter l'article en donnant les références utiles à sa vérifiabilité et en les liant à la section « Notes et références ».
Le comité de la  sécurité maritime (en anglais : Maritime Safety Committee, MSC) en anglais est un comité élu au début des années soixante par l’Organisation maritime consultative intergouvernementale (OMCI) pour augmenter la sécurité en mer. 

## But du comité
Le comité de la sécurité maritime a pour principal objectif d'établir et de mettre à jour un règlement destiné à améliorer la mise en œuvre de la législation communautaire régissant la sécurité maritime, la prévention de la pollution marine et les conditions de vie et de travail à bord des navires. 
De plus, le comité devrait avoir la tâche de considérer tous les sujets
concernant l'étendue de l'organisation et l'aide à la navigation, la construction et l'équipement des navires, la réglementation concernant la prévention des collisions, l'amarrage des cargaisons dangereuses, les procédures de sécurité maritime et les données hydrographiques, le journal de bord et les registres de navigation, le secours et le sauvetage en mer et tout autre domaine touchant à la sécurité maritime.

## Composition du comité

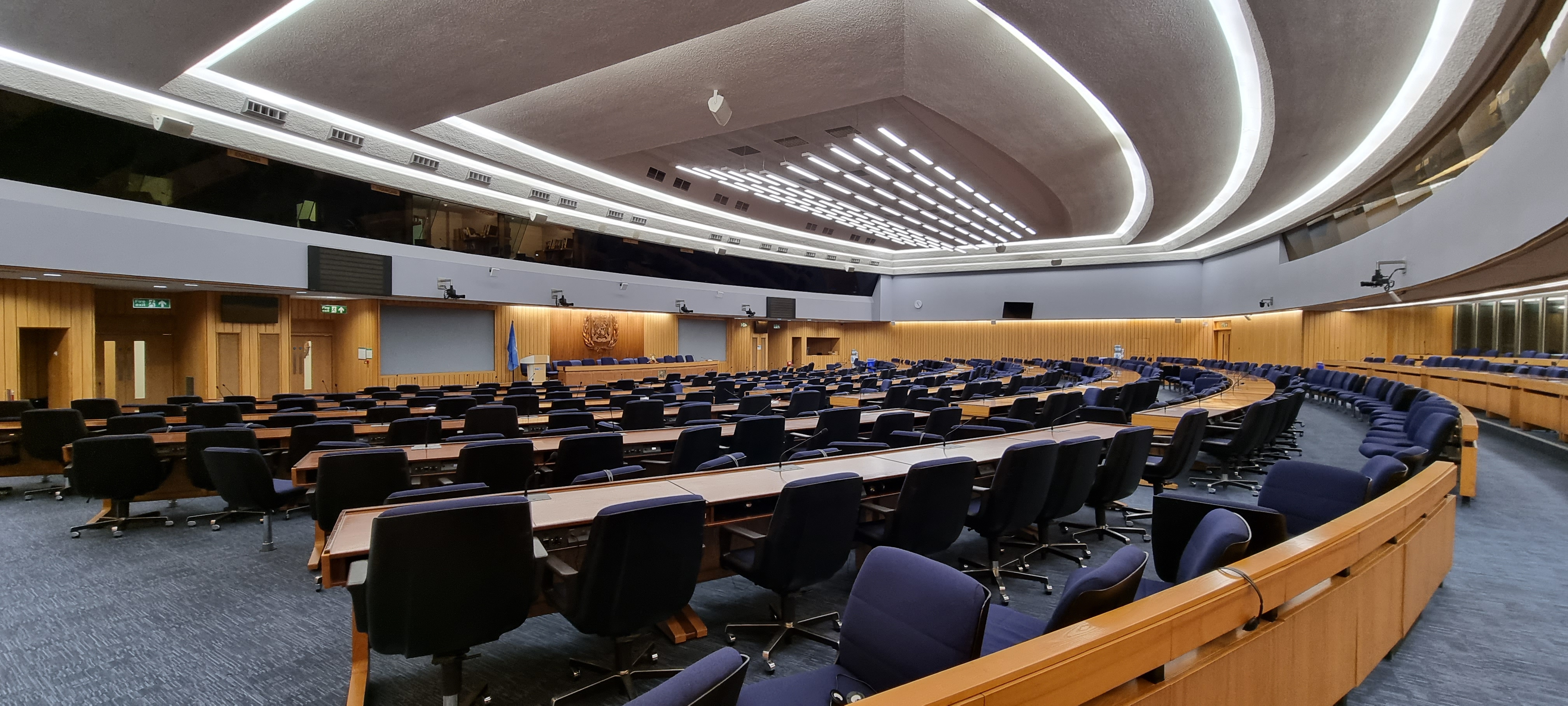
Salle plénière du siège de l'OMI, ou se réunit le comité.

Dans le rapport de justice du 8 juin 1960 qui recueille les arrêts, avis consultatifs et ordonnances de la cour internationale de justice, nous retrouvons la composition du comité de la sécurité maritime. Cette composition est réglée par l'article 28(a) de la convention de l'OMI. 
Le comité de la sécurité maritime est composé de 14 pays membres élus par l’assemblé de l’OMCI (depuis 1982 Organisation maritime internationale ou OMI). Lors de l’élection des pays membres, huit doivent représenter les pays possédant les plus grandes flottes de commerce. Les six autres pays membres seront choisis selon leurs intérêts en matière de sécurité maritime.